# الحرس الوطني الأمريكي
حرس الولايات المتحدة الوطني ويُعرف أكثر باسمِ الحرس الوطني هو جزءٌ من مكونات الاحتياط للقوات البريّة ونظيرتها الجوية للولايات المتحدة. يُعتبر الحرس الوطني قوة احتياطيّة عسكرية تتألَّفُ من أفرادٍ أو وحداتٍ عسكريةٍ في كل ولايةٍ من الولايات المتحدة بالإضافةِ إلى قوى أخرى في أقاليم غوام وجزر العذراء وبورتوريكو ومقاطعة كولومبيا بإجمالي 54 منطقة منفصلة. جميعُ أعضاء حرس الولايات المتحدة الوطني هم أيضًا أعضاءٌ في ما يُعرف بميليشيا الولايات المتحدة، وتخضعُ وحدات الحرس الوطني للسيطرة المزدوجة لحكومات الولايات والحكومة الفيدرالية. يشغل غالبية جنود وطياري الحرس الوطني وظيفة مدنية بدوامٍ كاملٍ أثناء خدمتهم بدوام جزئي كأعضاء في الحرس الوطني الذي يأتمرُ بأوامر وزارة الدفاع الأمريكية ويتألف من مكونات احتياطية من القوتين البرية والجوية للولايات المتحدة.
تشكَّلت الميليشيا المحلية خلال فترة الاستعمار الإنجليزي المبكر للأمريكتين عام 1607، بحيثُ ظهرت أول ميليشيا على مستوى المستعمَرة في ماساتشوستس عام 1636 من خلال دمج وحدات مقاتلة محلية ويُمكن إرجاع العديد من وحدات الحرس الوطني إلى هذه الميليشيا. أصبحت الميليشيات الاستعمارية المختلفة مليشيات تابعة للدولة عندما حصلت الولايات المتحدة على استقلالها. استُخدم لقب «الحرس الوطني» عام 1824 من قِبل بعض وحدات الميليشيات في ولاية نيويورك والتي سُمّيت على اسم الحرس الوطني الفرنسي تكريمًا لماركيز دي لافاييت. أصبحَ الحرس الوطني عام 1903 لقبًا للميليشيا التي تنشطُ في أمريكا حيثُ يُشير على وجه التحديد لقوات الاحتياط الخاضعة لسيطرة الدولة والسيطرة الفيدرالية منذ عام 1933.
أقرَّ الكونجرس عام 1986 تعديل مونتغمري الذي منع حكام الولايات من حجب موافقتهم على عمليات الانتشار في الخارج لأغراض التدريب، ثمّ أيدت المحكمة العليا هذا القانون عام 1990. أقر الكونجرس عام 2006 قانون تفويض الدفاع الوطني لعام 2007 والذي أعطى الرئيس سلطة تعبئة وحدات الحرس الوطني داخل الولايات المتحدة دون موافقة حكام الولايات.

## البداية

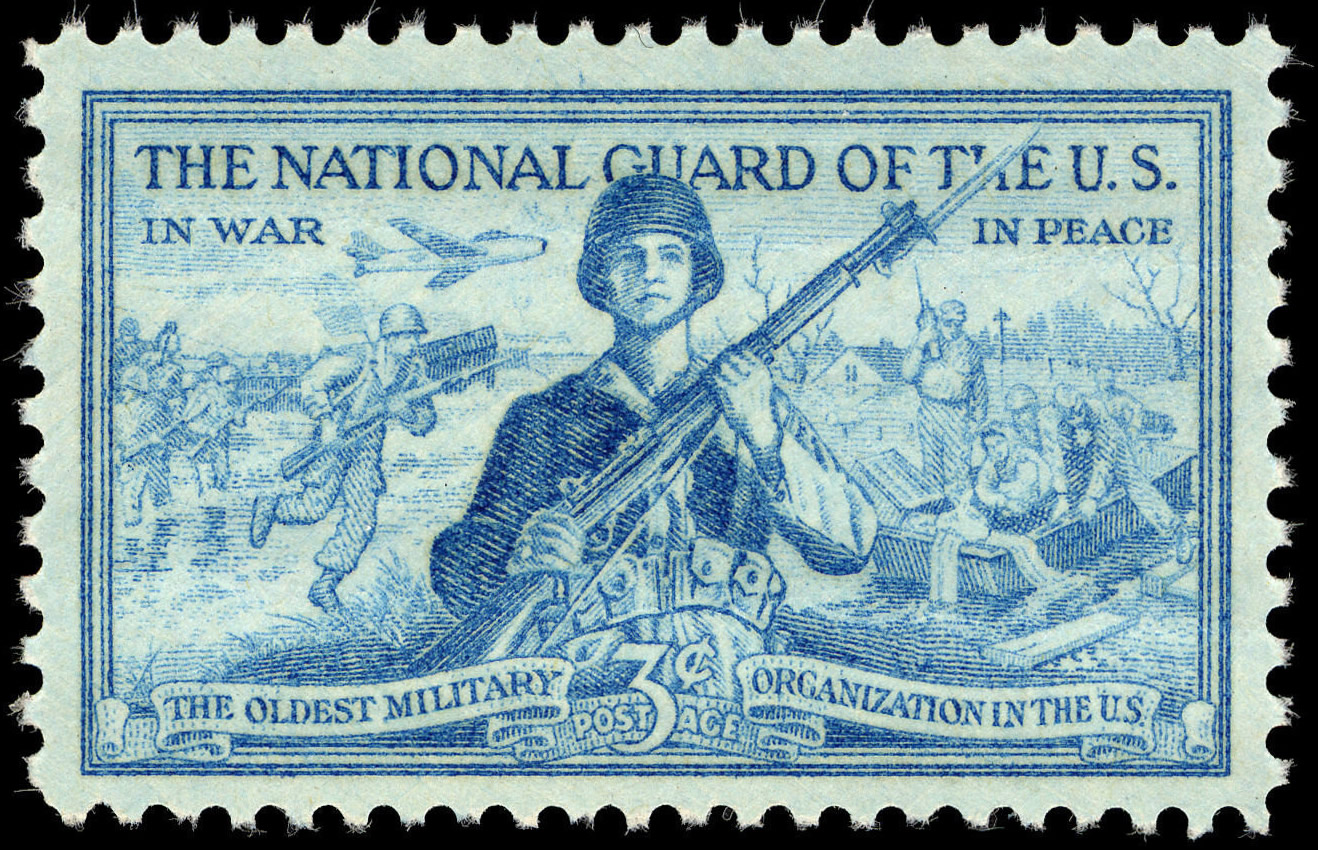
طابع بريدي عام 1953

تم الحشد الأول لقوات الميليشيات – فيما يعرف اليوم بالولايات المتحدة – في السادس عشر من أيلول/سبتمبر 1565 في مدينة سانت أوغسطين العسكرية الإسبانية المنشأة حديثًا. كُلِّفَ رجال الميليشيات بحراسة إمدادات الحملة العسكريّة بينما أخذ زعيمهم بيدرو مينينديز دي أفيليس القوات النظامية شمالًا لمهاجمة المستوطَنة الفرنسية في فورت كارولين على نهر سانت جونز. وفَّر تقليد الميليشيا الإسبانية والتقاليد الإنجليزية التي أُنشئت في الشمال النواة الأساسية للدفاع الاستعماري في العالم الجديد.
استمر تقليد الميليشيات مع المستوطنات الإنجليزية الأولى الدائمة في العالم الجديد. كان لدى مستعمرة جيمستاون (التي تأسَّست عام 1607) ومستعمرة بليموث (التي تأسَّست عام 1620) قوات ميليشيا تتكون في البداية من كل ذكر بالغٍ سليم البدن، وبحلول منتصف القرن السابع عشر كان لدى كل بلدة سريّة ميليشيا واحدة على الأقل (عادة ما يقودها ضابطٌ برتبة نقيب) وشكلت سرايا الميليشيات في المقاطعة فوجًا عادةً ما يكون بقيادة ضابط برتبة رائد في القرن السابع عشر أو كولونيل في القرن الثامن عشر.
حافظت الولايات المتحدة – منذ تأسيسها كدولة مستقلّة – على الحد الأدنى من الجيش واعتمدت على مليشيات الدولة المرتبطة مباشرة بالميليشيات الاستعمارية السابقة لتزويد غالبية قواتها. نتيجةً للحرب الإسبانية الأمريكية، طُلب من الكونجرس إصلاح وتنظيم تدريب وتأهيل مليشيات الدولة. تشكَّلَ مع تمرير قانون ديك (بالإنجليزية: Dick Act)‏ عام 1903 الحرس الوطني الحديث، وذلك بعدما قسَّمت الولايات المتحدة ميليشياتها إلى قسمين: قسمٌ أولٌ حمل اسم الحرس الوطني – وصار يُعرف في الأوساطِ الشعبيّة باسم الميليشيا المنظمة – وقسمٌ ثانٍ حمل اسمَ ميليشيا الاحتياط وعُرف في الأوساط الشعبيّة باسمِ الميليشيا غير المنظمة أو غير النظاميّة.
أصدرَ الكونجرس خلال الحرب العالمية الأولى قانون الدفاع الوطني لعام 1916 والذي تطلَّبَ استخدام مصطلح «الحرس الوطني» لميليشيات الدولة وتنظيمها بشكلٍ أكبر، كما أذِن الكونجرس للولايات بالاحتفاظ بقوات الدفاع أو الحرس الداخلي والتي كانت قوات احتياطية غير الحرس الوطني – هو أيضًا قوات احتياطيّة – الذي نشرته الحكومة الفيدرالية. مع تمرير قانون تعبئة الحرس الوطني عام 1933، أنهى الكونجرس الانقسام بين الحرس الوطني وميليشيات الدولة التقليدية من خلال تجنيد جميع الجنود المُمَوَّلين من الحكومة الفيدرالية وبالتالي خلق نوعٍ من التقارب – الذي وصل حدَّ الاندماج – بين الحرس الوطني للولاية والحرس الوطني. أسَّسَ قانون الدفاع الوطني لعام 1947 القوات الجوية كفرعٍ منفصلٍ من القوات المسلحة وأنشأ في نفس الوقت الحرس الوطني الجوي للولايات المتحدة كأحد مكوناتها الاحتياطيّة مما يعكسُ هيكل الجيش.

## التنظيم

### التنظيم الإقليمي
يعمل الحرس الوطني للعديد من الولايات والأقاليم ومقاطعة كولومبيا كجزءٍ من خط الدفاع الأول للولايات المتحدة. يُنظَّمُ الحرس الوطني للولاية في وحداتٍ متمركزةٍ في كل ولاية من الولايات الخمسين وثلاثة أقاليم ومقاطعة كولومبيا حيثُ يأتمرُ بأوامرِ حاكم الولاية أو الإقليم باستثناء حالة واشنطن العاصمة حيث يأتمرُ الحرس الوطني بأوامرِ رئيس الولايات المتحدة أو من ينوب عنه. يُمارِس الولاة الرقابة من خلال معاوني الدولة العامين. قد يتمُّ استدعاء الحرس الوطني للخدمة الفعلية من قبل الحكام للمساعدة في الاستجابة لحالات الطوارئ والكوارث المحلية مثل الأعاصير والفيضانات والزلازل.

### مكتب الحرس الوطني

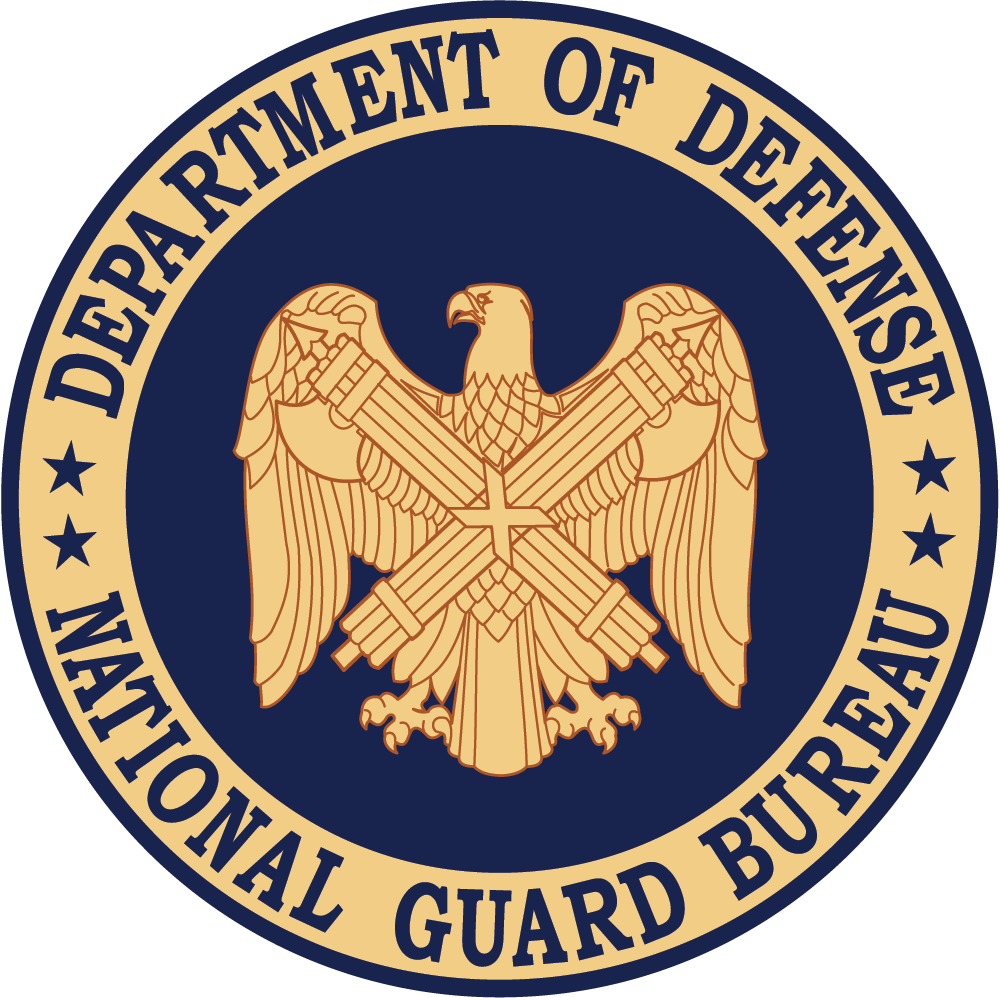
ختم ديوان الحرس الوطني 2013 حتى الآن

يُدير الحرس الوطني مكتب الحرس الوطني المُدَار هو الآخر من قِبل الجيش والقوات الجوية تحت إشراف وزارة الدفاع. يوفّر مكتب الحرس الوطني قناة اتصالٍ للحرس الوطني بالولاية لوزارة الدفاع، كما يوفر مكتب الحرس الوطني متطلبات تدريب الحرس وتمويله وغير ذلك من الإجراءات الإدارية والمسؤوليات المنصوص عليها. يرأسُ مكتب الحرس الوطني ما يُعرف برئيس مكتب الحرس الوطني (CNGB) وهو جنرالٌ ذو أربع نجوم – من الضروريّ أن يكون جنرالًا في الجيش أو القوات الجوية – وعضوٌ في هيئة الأركان المشتركة.
يقع المقر الرئيسي لمكتب الحرس الوطني في مقاطعة أرلينغتون بولاية فيرجينيا وينشطُ به عاملين في وزارة الدفاع للقيام بجميع الأمور الإدارية المتعلقة بالحرس الوطني البرّي والحرس الوطني الجوي. قائد مكتب الحرس الوطني – كما أُشير لذلك من قبل – القائد هو فريق أول (جنرال) يعملُ بالجيش أو بالقوات الجوية ويُعتبر ضابطًا كبيرًا بالحرس الوطني حيثُ يرتدي زيّه كما يكون عضوًا في هيئة الأركان المشتركة. يعملُ بهذه الصفة رئيس مكتب الحرس الوطني مستشار عسكري للرئيس ولوزير الدفاع ولمجلس الأمن القومي الذي هو قناة الاتصال الرسمية لوزارة الدفاع مع الحكام والمعاونين العامين للدولة في جميع الأمور المتعلقة بالحرس الوطني. قائد مكتب الحرس الوطني هو المسؤول الأول عن ضمان أن أكثر من نصف مليون من أفراد هذا الحرس يُمكن الوصول لهم في كلّ وقت كما أنه مسؤولٌ عن جاهزيتهم لحماية الوطن وتوفير الموارد القتالية للجيش والقوات الجوية، وهو يُعَيَّنُ من قِبل الرئيس بصفته رئيس الأركان.

### الأساس الدستوري
يتمُّ تفويض الحرس الوطني للولاية المعنية بموجب دستور الولايات المتحدة، وكما تمّت صياغته في الأصل فقد اعترف الدستور بميليشيات الدولة القائمة وأعطاها أدوارًا حيوية تشملُ تنفيذ قوانين الاتحاد وقمع التمردات وصد الغزو (المادة الأولى، القسم الثامن، البند الخامس عشر). يُميّز الدستور الميليشيات التي كانت كيانات تابعة للدولة عن القوات والتي كان احتفاظ الولايات بها دون موافقة الكونغرس أمرًا غير قانوني (المادة الأولى، القسم العاشر، البند الثالث). يتمُّ تفويض الحرس الوطني للولاية بموجبِ القانون الحالي من قِبل الكونغرس للولايات ويشار إلى هذا الحرس باسمِ القوات.
على الرغم من أنها كيانات تابعة للدولة في الأصل، إلا أن ميليشيات الولايات المتعددة لم تكن مستقلة تمامًا لأنه يُمكن جعلها فيدرالية. وفقًا للمادة الأولى في القسم الثامن بالبند الخامس عشر، يُمنَح الكونجرس الأمريكي سلطة إصدار قوانين من أجل دعوة الميليشيات إلى تنفيذ قوانين الاتحاد وقمع التمردات وصد الغزوات. يحقُّ للكونغرس أيضًا التوصل إلى المبادئ التوجيهية لتنظيم وتسليح وتأديب الميليشيا ولحكم جزءٍ منها يمكن استخدامه في خدمة الولايات المتحدة مع الاحتفاظ بسلطة تدريب الميليشيا وفقًا للنظام الذي يحدده الكونغرس (البند السادس عشر). يُعتبر رئيس الولايات المتحدة هو القائد العام لميليشيات الدولة وله الحقُّ في استدعائها لخدمة الولايات المتحدة.
أُعيد تعريف مليشيات الدولة التقليدية وأعيد تشكيلها لتصبح ميليشيا منظمة ومنها ظهرَ الحرس الوطني عبر قانون الميليشيات لعام 1903 . يخضعُ هذا الحرس الآن لقدرٍ متزايدٍ من السيطرة الفيدرالية بما في ذلك سيطرتهُ على أمورٍ من قبيلِ امتلاك الأسلحة والتجهيزات التي توفرها الحكومة المركزية والتمويل الفيدرالي والعديد من العلاقات الوثيقة مع الجيش النظامي.

## المعايير
من المتوقع أن يلتزم كل من الحرس الوطني (البري والجويّ) بنفس المعايير الأخلاقية والمادية التي يلتزمُ بها الجنود النظاميون (دوام كامل) وجنود الاحتياط (دوام جزئي). يستخدمُ الحرس الوطني نفس الرتب والشارات التي يستخدمها الجيش الأمريكي والقوات الجوية الأمريكية، كما أنَّ أعضاء الحرس الوطني مؤهلون لتلقي جميع الجوائز العسكرية الموجودة في نظام للولايات المتحدة، وقد يحصلُ أفراد الحرس الوطني لكلّ ولاية المعنية على جوائز حكومية حسبَ نوع الخدمات المقدمة سواءً في الداخل أو الخارج. يُسمح للمجنّدين في الحرس الوطني بموجب لوائح الجيش والقوات الجوية ارتداء النياشين – التي هي عبارةٌ عن جوائز – أثناء واجبٍ غير اتحادي، كما يُسمح لجنود الجيش النظامي والاحتياطي بقبول هذه الجوائز في حين لا يُسمح لهم بارتدائها.

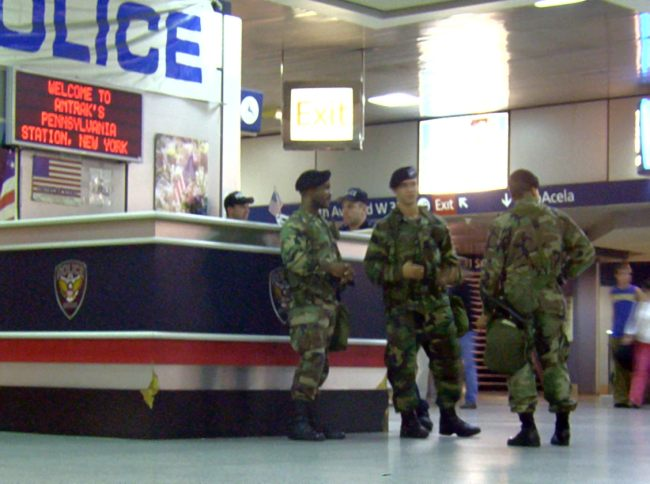
جنود الحرس الوطني في محطة بنسلفانيا في مدينة نيويورك عام 2004

## منظمات أخرى

### قوات دفاع الولاية
تحافظ العديد من الولايات على قوات دفاعٍ خاصةٍ بها، وعلى الرغم من أنها ليست كيانات فيدرالية مثل الحرس الوطني الأمريكي إلا أن هذه القوات هي مكونات لميليشيات الدولة مثل الحرس الوطني للولاية. تأسَّست هذه القوات من قِبل الكونجرس عام 1917 ثمّ زادت فاعليتها عام 1940 مع اندلاع الحرب العالمية الثانية ونتيجةً لإضفاء الفيدرالية على الحرس الوطني، عدَّل الكونجرس قانون الدفاع الوطني لعام 1916 وأذِن للولايات بالحفاظ على قوات عسكرية غير الحرس الوطني. سمح هذا القانون لوزارة الحرب بتدريب وتسليح القوات العسكرية الجديدة التي أصبحت تُعرف باسم حرس الولاية. في عام 1950 ومع اندلاع الحرب الكورية وبطلبٍ من الحرس الوطني، أعاد الكونجرس تفويض القوات العسكرية الحكومية المنفصلة لمدة عامين. سُمحَ لهذه القوات العسكرية – التابعة للدولة – بتدريب عسكري على حساب فيدرالي كما زُوّدت بأسلحة وذخيرة وملابس ومعدات وذلك حسبما يراه وزير الجيش ضروريًا. راجع الكونجرس عام 1956 القانون وأجاز قوات دفاع الولاية بشكلٍ دائمٍ وذلك بموجب الباب الثاني والثلاثين في القسم مائة وتسعة من قانون الولايات المتحدة.

### مليشيات بحرية
على الرغم من عدم وجود مشاة البحرية من الحرس الوطني للولايات المتحدة إلا أن هناك ميليشيا بحرية مرخصة بموجب القانون الفيدرالي. على غِرار الجنود والطيارين في الحرس الوطني الأمريكي فإنَّ أعضاء الميليشيا البحرية مخولين بالتعيينات أو التجنيد الفيدرالي وفقًا لتقدير وزير البحرية. لتلقي التمويل وباقي المعدات من الفيدرالية، يجبُ أن تتكون الميليشيا البحرية التابعة للدولة من 95% على الأقل من القوات البحرية أو خفر السواحل أو قوات مشاة البحرية الاحتياطية. تحتفظُ على هذا النحو بعض الولايات بهذه الوحدات، كما تحتفظ بعض الولايات بميليشيات بحرية إلى جانب بقوات دفاع الولاية. لدى ألاسكا وكاليفورنيا ونيوجيرسي ونيويورك وساوث كارولينا وتكساس وأوهايو ميليشيات بحرية، فيما تسمحُ القوانين لباقي الولايات بتشكيلِ ميليشيا بحرية جديدة أو الاحتفاظ بواحدة قديمة. لتلقي التمويل الفيدرالي – وكما هو الحال معَ الحرس الوطني – يجبُ على الولاية تلبية متطلبات محددة مثل وجود نسبة مئوية محددة من أعضائها في الاحتياطيات الفيدرالية.

## الواجبات والتنظيم الإداري
يمكن تعبئة وحدات الحرس الوطني للخدمة الفعلية الفيدرالية لتكملة القوات المسلحة النظامية في أوقات الحرب أو الطوارئ الوطنية التي يُعلنها الكونغرس ، الرئيس أو وزير الدفاع. يُمكن أيضًا تنشيطها للخدمة في ولاياتها عند إعلان حالة الطوارئ من قِبل حاكم الولاية أو الإقليم الذي ينشطون فيه ، أو في حالة استدعائهم من للعمل في واشنطن العاصمة من قِبل القائد العام. على عكس أعضاء احتياطي الجيش الأمريكي، لا يُمكن تعبئة أعضاء الحرس الوطني بشكل فردي إلا من خلال عمليات النقل الطوعية. أنواع التنشيط هي كما يلي:
|                     | استدعاء لخدمة الولاية                                               | العنوان 32                                                                       | العنوان 10                                                  |
| القيادة والسيطرة    | حاكم الولاية                                                        | حاكم الولاية                                                                     | الرئيس                                                      |
| أغراض عسكرية        | القائد العام                                                        | القائد العام                                                                     | القائد العام                                                |
| الواجبات            | الولاية المعنيّة                                                     | الولايات المتحدة                                                                 | جميع أنحاء العالم                                           |
| الراتب              | الولاية المعنية                                                     | الفيدرالية                                                                       | الفيدرالية                                                  |
| سلطات إنفاذ القانون | نعم                                                                 | نعم                                                                              | لا*                                                         |
| أمثلة على البعثات   | دعم مدني، تطبيق القانون، أعمال أخرى يطلبها حاكم الولاية             | تدريب، دعم مدني، تطبيق القانون؛                                                  | التدريب في الخارج، بعثات استكشافية، الدعم وتطبيق القانون    |
| أمثلة               | قصف أوكلاهوما سيتي، أعاصير كانساس، حرائق كاليفورنيا، مختلف الأعاصير | أمن الحدود؛ أمن المطارات بعد 11 سبتمبر، الألعاب الأولمبية الشتوية، إعصار كاترينا | البوسنة، أفغانستان، كوبا، العراق، أعمال الشغب في لوس أنجلوس |

## دخول الخدمة
يرمزُ مصطلح مُفَعَّل (بالإنجليزية: Activated)‏ أن وحدة أو فردًا من الوحدات الاحتياطية قد تمَّ استدعائها. يُحدَّدُ عند الاستدعاء الغرض منه ومدته. يمكن تفعيل الحرس الوطني (بشقّيهِ البري والجوي) بعدة طرق على النحو المنصوص عليه في القانون العام، لكن وبموجبِ القانون الفيدرالي فهناك عنوانان فقط يمكن بموجبهما تنشيط الوحدات والقوات الاحتياطيّة: العنوان 10 ويعملُ فيه الاحتياط كجنود فدراليون، ثمّ هناك العنوان 32 الذي يعمل فيه الاحتاطيون كجنود دولة أو طيارون يؤدون مهمة ممولة اتحاديًا. يُمكن تنشيط الحرس الوطني خارج التنشيط الفيدرالي بموجب قانون كلّ ولاية ويُعرف هذا التنشيط بخدمة الولاية أو الخدمة الفعليّة للولاية (بالإنجليزية: state active duty)‏.

### واجب الولاية
عندما لا تكون وحدات الحرس الوطني تحت السيطرة الفيدرالية، يكونُ الحاكم هو القائد الأعلى للوحدات في ولايته أو إقليمه (مثل بورتوريكو وغوام وجزر العذراء). يقود رئيس الولايات المتحدة الحرس الوطني في كولومبيا، على الرغم من تفويض هذه القيادة بشكل روتيني إلى القائد العام للحرس الوطني في العاصمة. للولايات الحرية في استخدام قوات الحرس الوطني الخاصة بها تحت سيطرة الدولة لأغراض الولاية وعلى نفقة الدولة كما هو منصوصٌ عليه في دستور الدولة وقوانينها. عند القيام بذلك، يمكن للحكام – بصفتهم القادة العامين [من قائد عام] – الوصول مباشرة إلى الطائرات والمركبات والمعدات الأخرى المخصصة للحرس الفيدرالي واستخدامها طالما يتمُّ تعويض الحكومة الفيدرالية عن استخدام المعدات والإمدادات القابلة للاستبدال مثل الوقود ومخزون الطعام إلخ. هذه هي السلطة التي يقوم الحكام بموجبها بتفعيل ونشر قوات الحرس الوطني لمواجهة الكوارث الطبيعية، وهي أيضًا السلطة التي ينشر الحكام بموجبها قوات الحرس الوطني استجابةً لحالات الطوارئ التي من صنع الإنسان مثل أعمال الشغب والاضطرابات المدنية أو حتّى الهجمات الإرهابية.
- يمكن للحاكم تفعيل أفراد الحرس الوطني في الولاية استجابةً للكوارث الطبيعية أو التي من صنع الإنسان أو مهام الدفاع عن الوطن. يقوم واجب الولاية على النظام الأساسي للدولة بحيثُ يظلُّ الجنود والطيارون تحت قيادة وسيطرة الحاكم.
- يُعتبر العنوان 32 – الذي وردَ في الجدول فوق – هو واجب الحرس الوطني (دوام كامل)، وعند الاستدعاء في هذه الحالة يُموَّل الحرس من قِبل الاتحاد لكن القيادة والسيطرة تبقى مع حاكم الولاية. جديرٌ بالذكر هنا أنه لا يُمكن تفعيل العنوان 32 إلا من قبل الرئيس أو من قِبل وزير الدفاع بعد موافقةِ حاكم الولاية.

### واجب اتحادي
يُقصد بالعنوان 10 – في الجدول أعلاه – الواجب الاتحاد وهو واجبٌ قد يُستدعى الحرس الوطني من أجله ويحصلون في هذه الحالة على دوامٍ كاملٍ إلى حين انتهاء هذا الواجب. يُصدِر الرئيس في هذه الحالة أوامر لاستدعاء قوات الحرس الوطني وذلك للخدمة إمَّا كجنود احتياط للجيش أو للخدمة الفيدرالية في وضع الميليشيات. هناك عدة أشكال يُمكن للرئيس فيها استدعاء الحرس الوطني:
- أمر طوعي

يُعتبر الاستدعاء من أجلِ أمرٍ طوعي استدعاءٌ اتحادي – أي من قِبل الاتحاد – ولا يتمُّ إلّا بموافقة الجندي أو الطيار المُستَدْعَى وبعد موافقة حاكم الولاية أيضًا.
- التعبئة الجزئية.

يُمكن للرئيس في وقتِ الطوارئ الوطنية المُعلَنة من قبله استدعاء أي وحدة أو أي عضو من الحرس الوطني لمدةٍ لا تزيدُ عن 24 شهرًا متتاليًا.
- الاحتياطي الرئاسي

يُمكن استدعاء الحرس الوطني عندما يقرر الرئيس أنه من الضروري زيادة القوات النشطة لأية «مهمة تشغيليّة» وذلك لمدة لا تزيد عن 270 يومًا.
- المعونة الفيدرالية لحكومات الولايات

في حالة حدوث تمردٍ في أيّ ولايةٍ ضد حكومتها، يجوز للرئيس – بناءً على طلب من الهيئة التشريعية أو من حاكم الولاية – استدعاء ميليشيات الولايات الأخرى في للخدمة الفيدرالية.
- فرض السلطة الاتحادية

عندما يرى الرئيس أن العوائق أو التجمعات أو الاحتجاجات تجعلُ من غير العملي تطبيق قوانين الولايات المتحدة في أي ولاية أو إقليم، يجوز له حينها استدعاء مثل هذه الميليشيات التابعة لأي ولاية في الخدمة الفيدرالية.
- القانون الاتحادي

يتخذُ الرئيس باستخدام الميليشيات أو القوات المسلحة أو كليهما أو بأي وسيلة أخرى التدابير التي يراها ضرورية لقمع أي تمرد أو عنف محلّي أو أشياء من هذا القبيل.
- التمرد

يُمكن استدعاء الحرس الوطني (البري والجوي على حدٍ سواء) للخدمة الفيدرالية على وجه التحديد في حالة الغزو أو التمرد أو عدم القدرة على تنفيذ القانون الفيدرالي بالقوات في الخدمة.
في الفئات المذكورة أعلاه، يمكن أيضًا تعبئة وحدات الجيش والحرس الوطني الجوي لأغراض غير قتالية مثل برنامج شراكة الدولة مع جهاتٍ ما والبعثات الإنسانية وعمليات مكافحة المخدرات وبعثات حفظ السلام أو إنفاذ السلام.

## التاريخ

### التاريخ الاستعماري

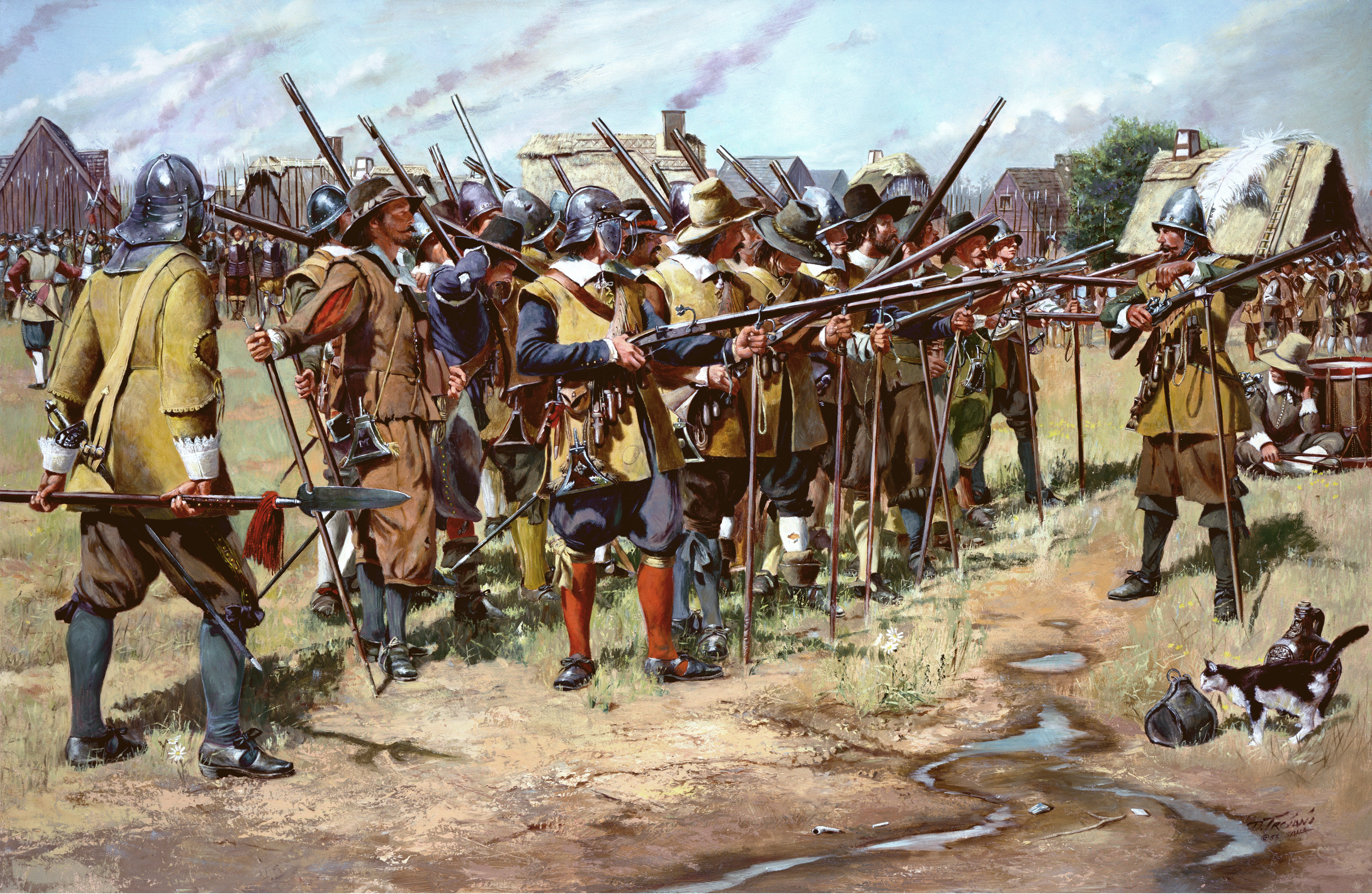
صورة فنيّة تُظهر حشدًا للفوج الشرقي (الحرس الوطني لماساتشوستس حاليًا) في سالم بخليج ماساتشوستس

أمرت المحكمة العامة لمستعمرة خليج ماساتشوستس في الثالث عشر من كانون الأول/ديسمبر 1636 بتنظيمِ الميليشيات المتفرقة التابعة للمستعمرة في الأفواج الشمالية والجنوبية والشرقية وذلك بهدفِ زيادة المساءلة أمام الحكومة الاستعمارية والاستجابة السريعة لأيّ هجماتٍ قد يتعرض لها السكان الأصليون. بموجب هذا القانون، يُلزم الذكور البيض الذين تتراوح أعمارهم بين 16 و60 عامًا بحيازة الأسلحة والمشاركة في الدفاع عن مجتمعاتهم من خلال الخدمة في حراسة ليلية والمشاركة في التدريبات الأسبوعية. جديرٌ بالذكرِ هنا أنَّ كتيبة المدفعية الميدانية 101 وفوج المشاة 182 وكتيبة المهندسين 101 وفوج المشاة 181 من الحرس الوطني لجيش ماساتشوستس ينحدرون مباشرة من الأفواج الاستعمارية الأصلية التي تشكَّلت عام 1636.

### حرب الاستقلال
بدأت ميليشيا ماساتشوستس الحرب الثورية الأمريكية في معارك ليكسينغتون وكونكورد، حيث حُشدت وحدات ميليشيا ماساتشوستس إما أثناء المعارك المذكورة أعلاه أو بعدها بفترة وجيزة واستُخدمت لتشكيل وحداتٍ أخرى من رود آيلاند وكونيتيكت ونيو هامبشاير. تولَّى الجنرال جورج واشنطن في الثالث من تمّوز/يوليو 1775 – تحت سلطة الكونغرس القاري – قيادة ما عُرف حينها بجيش المراقبة الذي تشكَّل منه الجيش القاري الذي هو أيضًا اللبنة الأولى للقوات البريّة الحالية في الجيش الأمريكي. حُشِدت وحدات الميليشيات عندما دخلت القوات البريطانية مناطقها الجغرافية وشاركت في معظم المعارك التي شهدتها حرب الاستقلال تلك.

### القرن التاسع عشر
لم تثق الولايات المتحدة – حديثة القوّة حينها – بجيشٍ دائمٍ يحميها فأبقت على عددٍ قليلٍ نوعًا ما من الجنود النظاميين. وفَّرت الدولة الأمريكية خلال الحرب الهندية الشمالية الغربية غالبية الجنود من قِبل مليشيات الولايات، حيثُ كان هناك تسعة عشر وحدة من وحدات الحرس الوطني للجيش – لم يكن يُعرف آنذاك بهذا الاسم – تحملُ حملة حرب عام 1812.
زار الماركيز دي لافاييت الولايات المتحدة عام 1824-1825 فاستقبلتهُ مدفعية نيويورك الحادية عشرة وهي واحدةٌ من العديد من الميليشيات الذين حضروا حفل استقباله. قررت هذه الوحدة تبنّي لقب «الحرس الوطني» تكريمًا للحرس الوطني الفرنسي الذي يقوده لافاييت. كانت الكتيبة – التي أصبحت تُعرف فيما بعد باسمِ الفوج السابع – كتيبةً بارزةً حيثُ أنها رافقت لافاييت عبر نيويورك في طريق عودتهِ إلى فرنسا. أخذ لافاييت علمًا بالقوات المسماة على اسم قيادته القديمة، ونزل من عربته فسارَ على طول الخط محييًا أعضاء الكتيبة بيده. على جانبٍ آخر، فقد قدمت وحدات الميليشيات 70% من الجنود الذين قاتلوا في الحرب المكسيكية الأمريكية، كما قدمت غالبية الجنود في الأشهر الأولى من الحرب الأهلية الأمريكية، وكان غالبية الجنود في الحربِ الإسبانية الأمريكية من الحرس الوطني.

### الاضطرابات العمالية
أدت الاضطرابات العمالية في الأقسام الصناعية في الشمال الشرقي والغرب الأوسط إلى مطالب بقوة عسكرية أقوى داخل الولايات. بعد إضراب السكك الحديدية العظيم عام 1877، ازدادت الدعوات للقمع العسكري للإضرابات العمالية وانتشرت وحدات الحرس الوطني. شُيّدت في العديدِ من الولايات مستودعات الأسلحة الكبيرة والتي غالبًا ما تمَّ بناؤها لتُشبه قلاع العصور الوسطى وذلك بغرضِ إيواء وحدات الميليشيات. تبرع رجال الأعمال وبعضُ الجمعيات بأموالٍ لبناء مخازن أسلحة وللمساهمة في الإنفاقِ على وحدات الحرس الوطني الذي كان ينتمي ضباطه للطبقتين الوسطى والعليا. نُشرت قوات الحرس الوطني لقمع المضربين وقد تسبَّبَ هذا في نشوبِ بعض أكثر الصراعات دموية وأهمها في أواخر القرن التاسع عشر وأوائل القرن العشرين بما في ذلك إضراب بولمان الشهير عام 1894.

### القرن العشرين

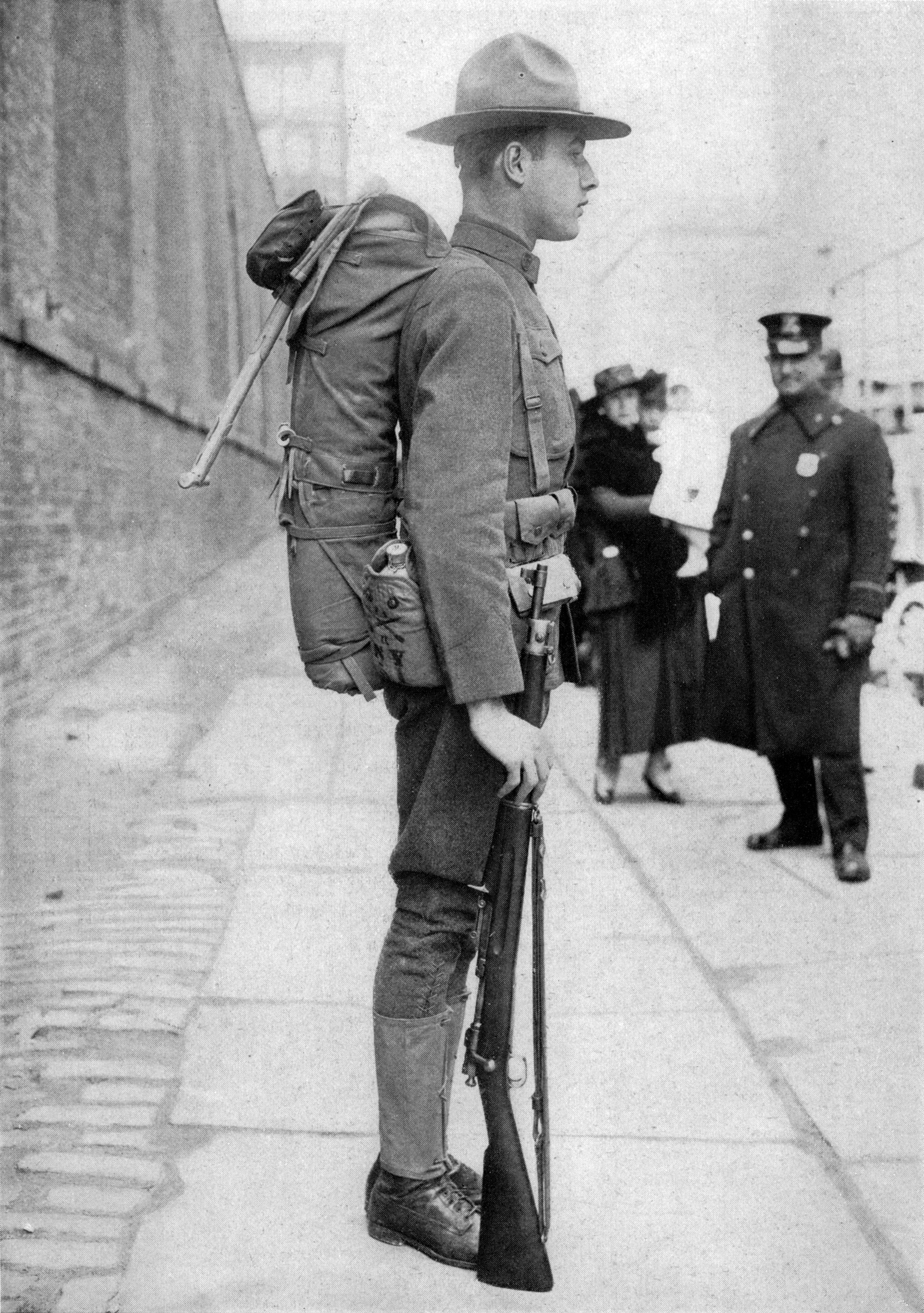
جندي من الحرس الوطني عام 1917

كان الجيش الأمريكي النظامي طوال القرن التاسع عشر جيشًا صغيرًا بل إنَّ مليشيات الدولة شاركت في الحرب المكسيكية الأمريكية والحرب الأهليّة الأمريكية والحرب الأمريكية الإسبانية. بعد صدورِ قانون الميليشيا لعام 1903، أصبحت هذه الميليشيات أكثر تنظيمًا وأُوصي بتعديل اسمها إلى «الحرس الوطني». أصبحت وحدات الحرس الوطني للولاياتِ المُعترفِ بها فيدراليًا مطالَبةً عام 1933 بالانضمامِ إلى الحرس الوطني الأمريكي الذي هو الجيش الاحتياطي للجيش الأمريكي. يعتبرُ على هذا الأساس عددٌ من المؤرّخين أن عام 1933 هو تاريخ التأسيس الرسمي للحرس الوطني في شكلهِ الحالي. لقد شكَّل جنود الحرس الوطني في الحرب العالمية الأولى 40 في المائة من الرجال في الفرق القتالية الأمريكية المتمركزة في فرنسا، ثمّ أصبحَ عدد الفرق المنضوية تحتَ لواء هذا الحرب في الحرب العالمية الثانية ثمانية عشر فرقة، أما خلال الحرب الكورية فقد حُشد مائة وأربعين ألف من رجال الحرس ثمّ حُشد أكثر من 63 ألفًا خلال عملية عاصفة الصحراء. شاركَ رجال الحرس الوطني الأمريكي في عمليات حفظ السلام في الصومال وهايتي والسعودية والكويت والبوسنة وكوسوفو كما ظهروا في الكوارث الطبيعية والإضرابات وأعمال الشغب وحفظ الأمن خلال الألعاب الأولمبية التي استضافتها الولايات المتحدة.

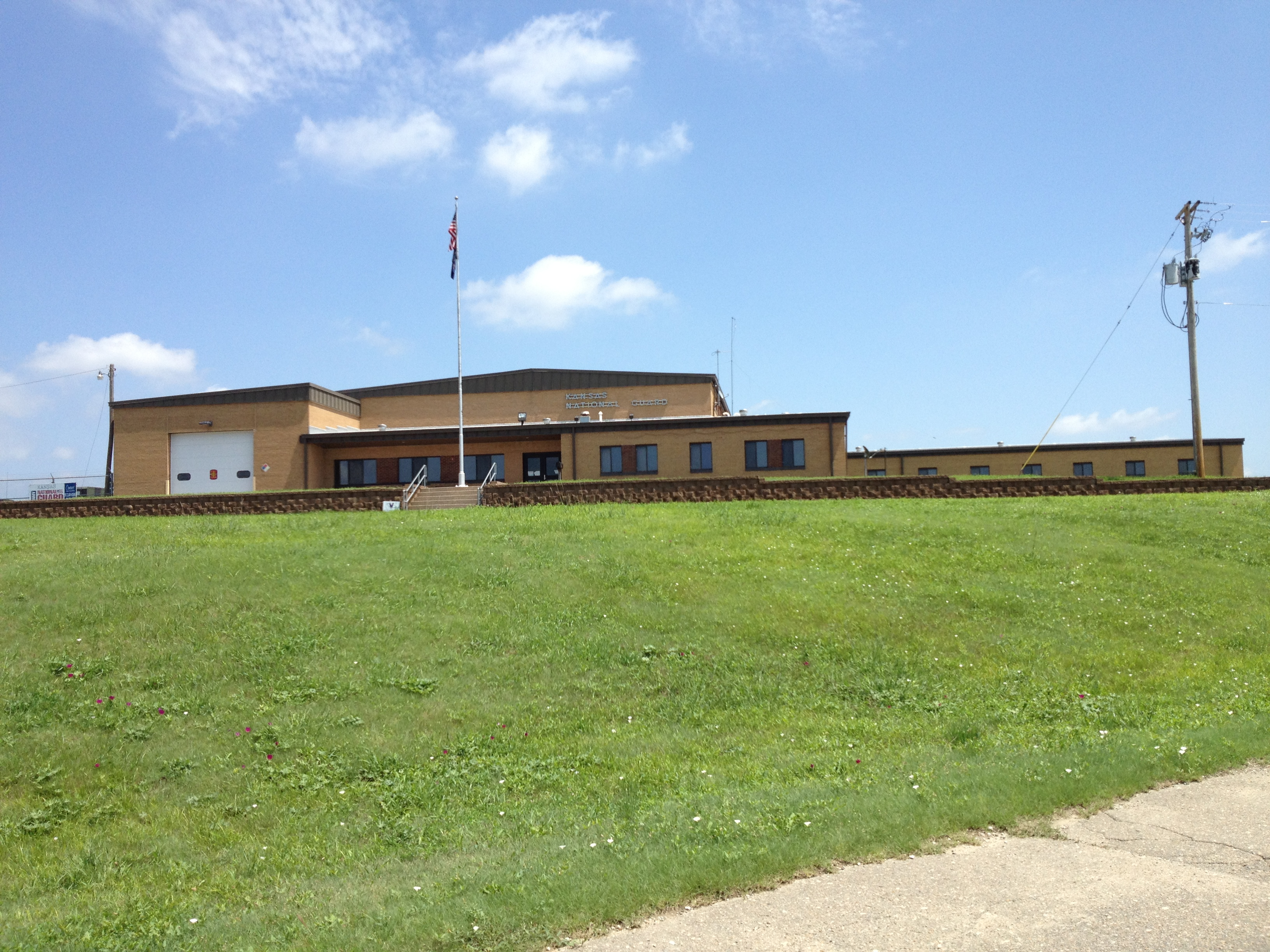
مستودع أسلحةٍ تابعٍ للحرس الوطني في كونكورديا بكانساس

لقد برز الحرس الوطني في عديدِ الأحداث على مرِّ التاريخ المعاصر للولايات المتحدة، فقد أضفى الرئيس دوايت دي أيزنهاور في الرابع والعشرين من أيلول/سبتمبر 1957 «الطابع الفيدرالي» على الحرس الوطني في أركنساس لضمان الدخول الآمن لمدرسة ليتل روك ناين ومن ثمّ تسهيل دخول مدرسة ليتل روك المركزية الثانوية في اليوم التالي، وذلك بعدما كان حاكم الولاية أورفال فوبوس قد استخدم في السابق أعضاء من الحرس لمنع الطلاب من دخول المدرسة. أمر الحاكم نيلسون أ. روكفلر الحرس الوطني في نيويورك بالرد على أعمال شغبِ سباق روتشستر في تّموز/يوليو عام 1964، كما حُشد الحرس الوطني لولاية كاليفورنيا من قبل حاكم الولاية إدموند جيرالد براون أثناء أعمال الشغب في واتس في آب/أغسطس 1965 وذلك لتوفيرِ الأمن والمساعدة في استعادة النظام.

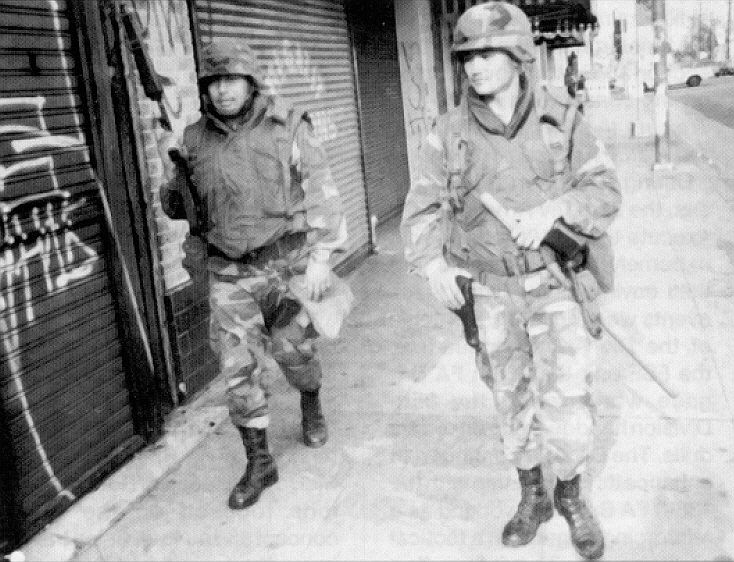
بعد أعمال الشغب في لوس أنجلوس عام 1992، انتشر حوالي 4000 جندي من الحرس الوطني في المدينة.

صدرت أوامر لعناصر من الحرس الوطني (فرع أوهايو) من قِبل حاكم ولاية أوهايو جيم رودس لقمع الاحتجاجات المناهضة لحرب فيتنام في جامعة كينت، وبلغت هذه الاحتجاجات ذروتها حينما فتحَ أعضاءٌ في الحرس النار على حشدٍ من الطلاب في الرابع من أيّار/مايو 1970 مما أسفر عن مقتل أربعة وإصابة تسعة آخرين ثمّ تبع هذا الهجوم مذبحة جديدة في حقَّ الطلاب المضربين عام 1970. كان التجنيد مطلوبًا للغاية في صفوفِ الحرس الوطني خلال حرب فيتنام، لكنّ قانونًا صدر حينها منعَ المجنّدين الجُدد من الالتحاق بميادين القتال خارج الولايات المتحدة. حتى عام 1968، مثَّل الجنود ما نسبته 1.26% فقط من مجموع مجندي الحرس الوطني.
خلال حرب فيتنام، وبالضبطِ في تشرين الأول/أكتوبر 1965 أنشأ وزير الدفاع روبرت ماكنمارا قوة الاحتياط الانتقائية(بالإنجليزية: Selective Reserve Force)‏. نظرًا لأن التمويل لم يكن متاحًا حينها لتدريب وتجهيز الحرس الوطني بأكمله بشكل كافٍ، فقد كُوِّنت قوة الاحتياط الانتقائيّة من مجموعة أساسية من 150,000 من رجال الحرس الوطني المتاحين والجاهزين للانتشار الفوري في الخارج إذا لزم الأمر. لقد حصلت هذه القوّة على تمويلٍ كافٍ كما زُوّدت بمعدات حديثة.
شاركت قوات الحرس الوطني في حرب فيتنام بقوّة، حيثُ انضمَّت مثلًا الكتيبة المدفعية 138 التابعة للحرس الوطني لولاية كنتاكي للحربِ في فيتنام في أواخر عام 1968، كما انضمَّت الوحدة 101 أيربورن، ونفس الأمر بالنسبة للكتيبة سي التي فقدت تسعة رجال وجُرح اثنان وثلاثون آخرون من مقاتليها عندما اجتاح الجنود الفيتناميون الشماليون إحدى القواعد في توماهوك في التاسع عشر من حزيران/يونيو 1969.
أثناء أعمال الشغب في لوس أنجلوس عام 1992 وبعدما فقدت إدارة شرطة لوس أنجلوس السيطرة والقدرة على احتواء أعمال الشغب والعُنف، استُدعي الحرس الوطني لولاية كاليفورنيا ووحدات مختارة من الحرس الوطني الجوي لنفس الولاية للمساعدة على استعادة النظام. نُسب إلى الحرس الوطني حينها إطلاقه النار في خمسِ مناسباتٍ على أشخاص يُشتبه في انتهاكهم أمر حظر التجول الذي فُرض على المدينة. 
خلال حصار واكو عام 1993 لفرع داوودي، استُدعي عناصر من الحرس الوطني لولايتي ألاباما وتكساس لمساعدة مكتب الكحول والتبغ والأسلحة النارية والمتفجرات ومتابعة الجهود التي يبذلها مكتب التحقيقات الفيدرالي. اقتصرت مشاركة الحرس الوطني على مناطق محددة كما خُصّصت له مهام معيّنة من قبيل المراقبة والاستطلاع، النقل، الصيانة والإصلاح، التدريب والتعليم. استُخدمت طائرات الهليكوبتر التابعة للجيش الوطني للقيامِ بأعمال الاستطلاع التصويرية كما ساعد أعضاء الحرس في أعمال التدريبِ فضلًا عن تزويدِ أعضاء مكتب الكحول والتبغ والأسلحة النارية والمتفجرات بالخوذات والسترات الواقية من الرصاص وضمادات الإسعافات الأولية وبعض معدات الرؤية الليلية، كما زوَّد الحرس مكتب التحقيقات الفيدرالي بمركبات برادلي القتالية المدرعة والدبابات وبعض الأنواع من طائرات الهليكوبتر.
نتيجةً للمراجعة التي قامت بها السلطات الأمريكيّة بعد الحرب الباردة، تُقرِّرَ تخفيض عدد الفرق في الحرس الوطني إلى ثمانية فرق فقط وخمسة عشر ألوية معززة من المفترض أن تكون جاهزة للعمليات القتالية ويُمكن الزيادة في عددِ هذه الألويّة – وبالتالي الزيادة في عدد أعضاء الحرس – في غضون 90 يومًا عند الحاجة.

### القرن الحادي والعشرين

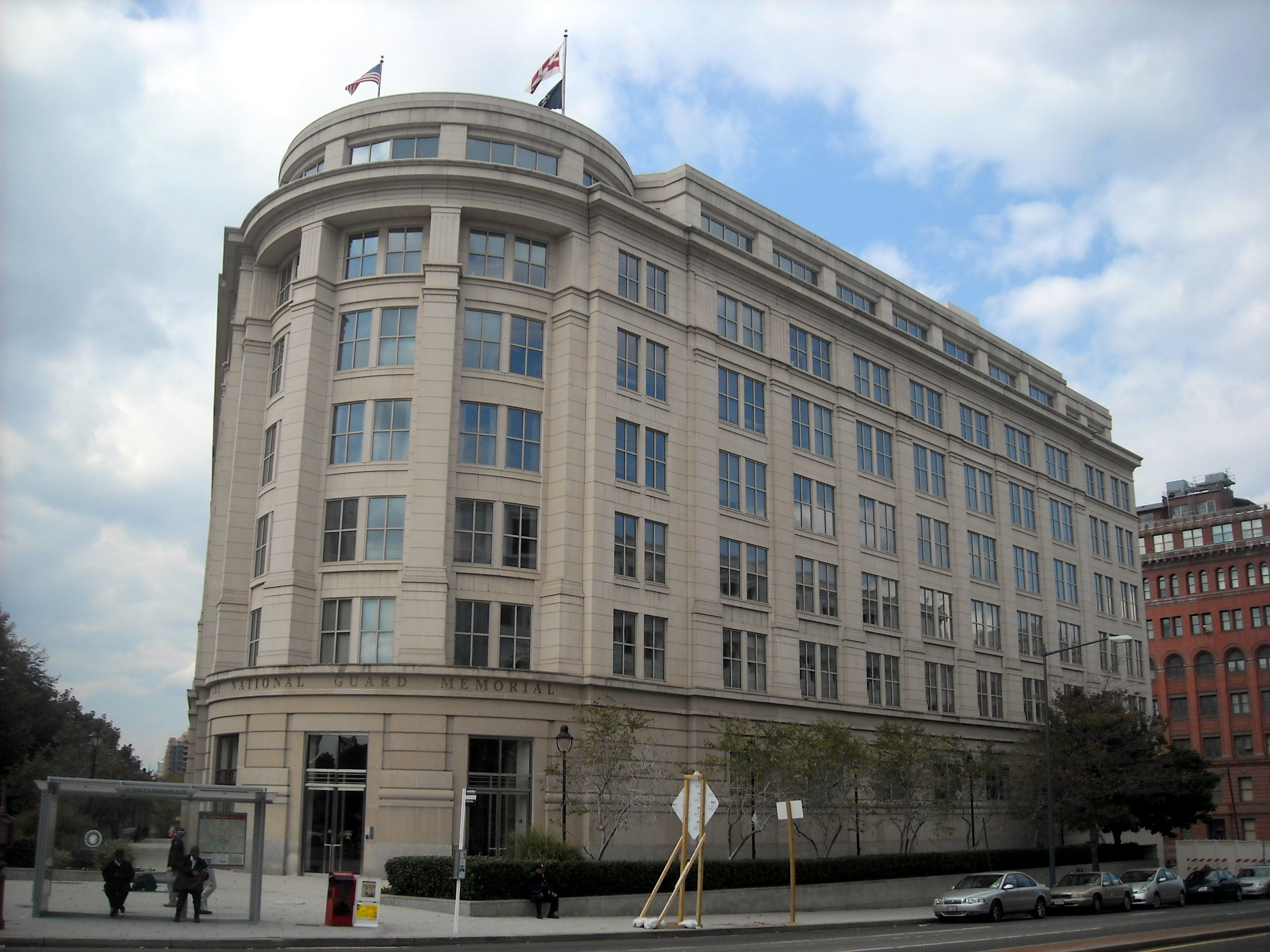
مبنى النصب التذكاري للحرس الوطني في واشنطن العاصمة

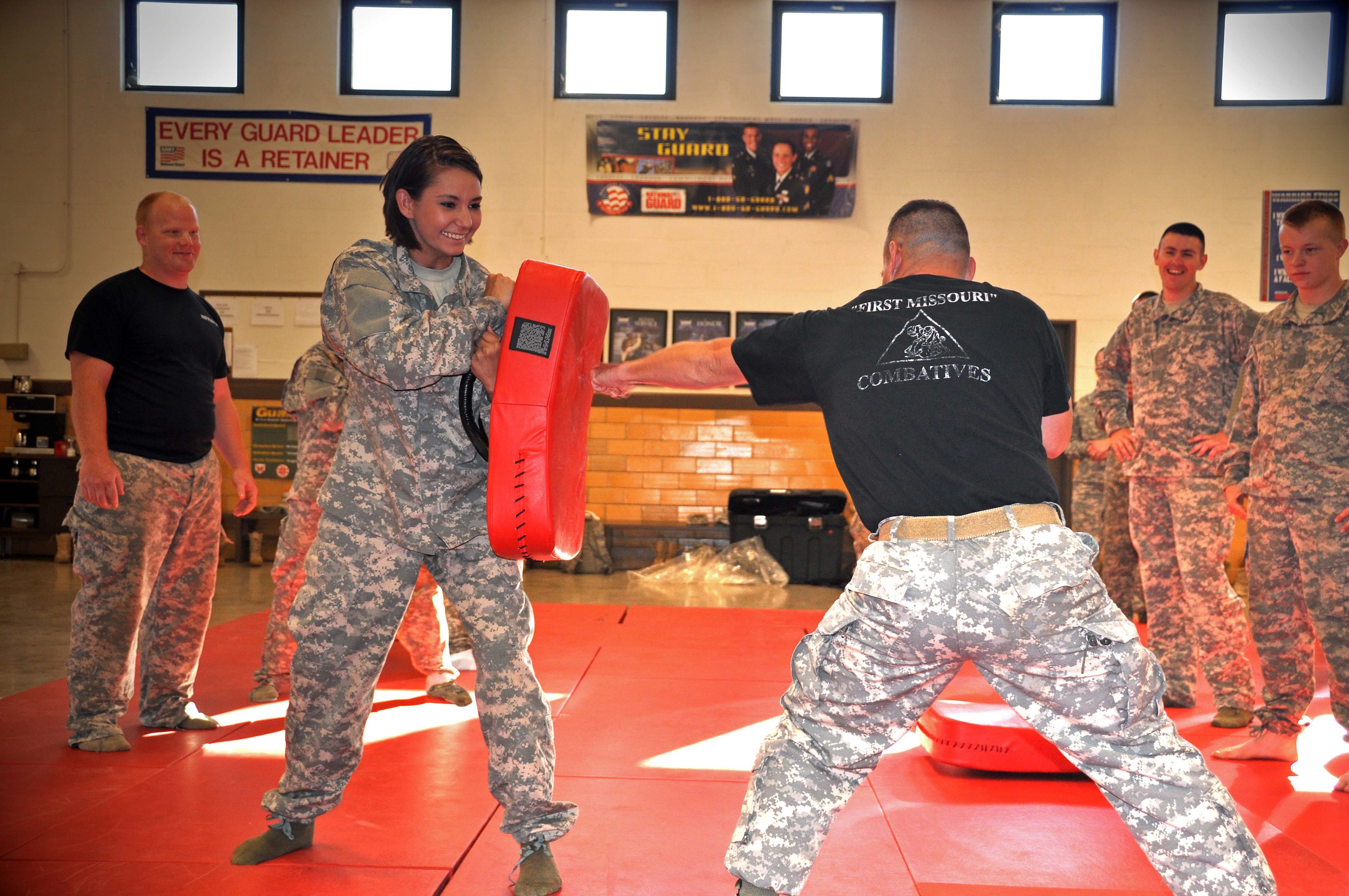
جنود في الحرس الوطني يشاركون في تدريب الدفاع عن النفس

لعبت وحدات الحرس الوطني دورًا رئيسيًا في توفير الأمن وتقديم المساعدة عقبَ إعصار كاترينا في أيلول/سبتمبر 2005. قِيل في العام ذاته إنَّ أعضاء الحرس الوطني والاحتياط يُشكّلون نسبة مئوية أكبر من القوات الأمريكية التي قاتلت في الخطوط الأمامية في أيّ حربٍ في تاريخ الولايات المتحدة (43 بالمائة في العراق و55 بالمائة في أفغانستان).
نُشِّطَت قوات الحرس الوطني في كانون الثاني/يناير وشباط/فبراير من عام 2007 من ثماني ولايات للمساعدة في جرف الثلج وإطعامِ الماشية الجائعة وتوصيل الطعام وباقي الضروريات إلى الأشخاص الذين تقطَّعت بهم السبل في منازلهم فضلًا عنِ المساعدة في السيطرة على حركة المرور وإنقاذ سائقي السيارات العالقين في العواصف الثلجية في جميعِ أنحاء البلاد.
أعلنَ وزير دفاع الولايات المتحدة روبرت إم جيتس في الربع الأول من عام 2007 عن تغييراتٍ في سياسة نشر الحرس تهدفُ إلى عمليات نشرٍ أقصر وبشكلٍ مضبوطٍ أكثر. قال جيتس إن هدفه هو أن يخدم أفراد الحرس لمدةٍ لا تزيدُ عن عامٍ واحدٍ كل خمس سنوات. قبل هذا الوقت، كانت قوات الحرس المتمركزة في العراق أو أفغانستان ستعملُ لمدة 18 شهرًا أو أكثر بما في ذلك فترة التدريب.

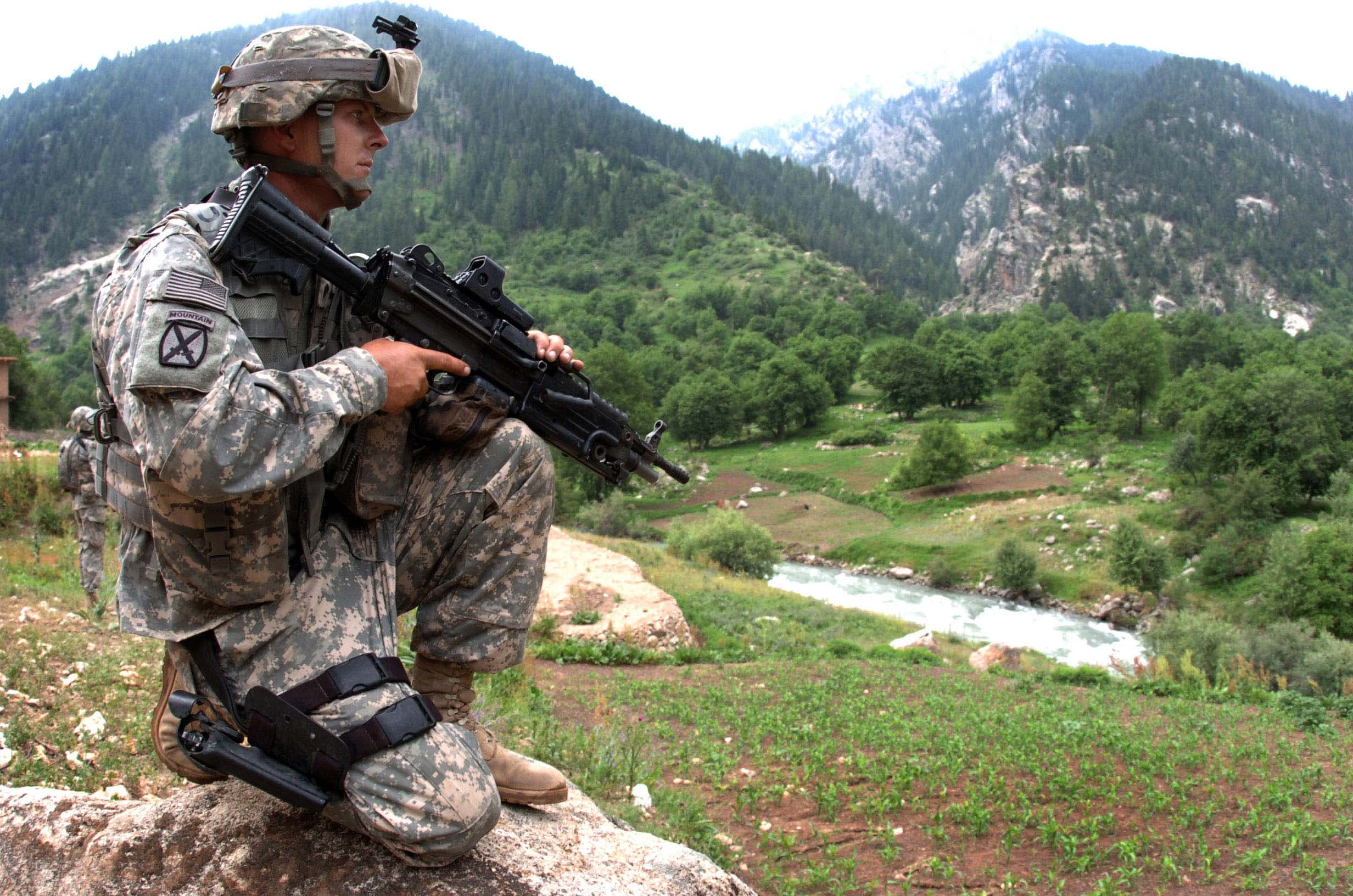
أحد رجال الحرس الوطني بالجيش من الكتيبة الأولى ، فوج المشاة 151 في بارون ، أفغانستان. لاحظ أنه يرتدي بدلة الفرقة الجبلية العاشرة.

قبل الهجمات على الولايات المتحدة في الحادي عشر من أيلول/سبتمبر 2001، كانت السياسة العامة للحرس الوطني فيما يتعلَّقُ بالتعبئة تتمثل في أن يُطلب من رجال الحرس الخدمة لمدة لا تزيد عن عامٍ واحدٍ تراكميًا في الخدمة الفعلية (ولا تتجاوزُ هذه المدة ستة أشهر للمنتشرين في الخارج) لكل خمسة سنوات يقضيها المجنّد كجنديّ في صفوفِ الحرس.
بسبب الضغوط التي تحمّلتها واشنطن بعد الهجمات، غُيّر هذا القانون قليلًا فأصبح مطلوبًا من مجندي الحرس العمل لـ 18 شهرًا تراكميّة كل خمس سنوات (لا تقلُّ هذه الفترة عن وجود عام واحد في حالة المجندين في الخارج). أدت الضغوط الإضافية التي فُرضت على الوحدات العسكرية نتيجة غزو العراق إلى زيادة هذه المدة إلى 24 شهرًا كل خمس سنوات. تتمثَّلُ سياسة وزارة الدفاع الحالية في عدم تنشيط أي حارسٍ من الحرس الوطني قسريًا لأكثر من 24 شهرًا (تراكميًا) في فترة تجنيد مدتها ست سنوات.
تقليديا ، يخدم معظم أفراد الحرس الوطني «عطلة نهاية أسبوع واحدة في الشهر ، أسبوعان في السنة» ، على الرغم من أن الأفراد في الوحدات التشغيلية عالية الطلب أو الوحدات عالية الطلب يخدمون بشكل متكرر.  ومن الأمثلة النموذجية الطيارون والملاحون وطاقم الطائرات في مهام الطيران النشطة ، في المقام الأول في الحرس الوطني الجوي ، وبدرجة أقل في الحرس الوطني للجيش ، وطيارو العمليات الخاصة والجنود في كليهما.  يعمل عدد كبير أيضًا في وظائف بدوام كامل في أدوار مثل الحرس النشط والاحتياطي (AGR) أو فني احتياطي جوي أو فني احتياطي للجيش (ART).
لقد فقد شعار «عطلة نهاية أسبوع واحدة في الشهر ، أسبوعان في السنة» معظم أهميته منذ حرب العراق ، عندما كان ما يقرب من 28٪ من إجمالي القوات الأمريكية في العراق وأفغانستان في نهاية عام 2007 يتألف الجيش من أفراد تم حشدهم من الحرس الوطني و  مكونات الاحتياطي الأخرى.   في يوليو 2012 ، أعلن قائد الجيش عن نيته زيادة متطلبات التدريبات السنوية من أسبوعين في السنة إلى ما يصل إلى سبعة أسابيع في السنة.
قبل عام 2008 ، كانت مهام فرق التنمية الزراعية ضمن فرق إعادة الإعمار الإقليمية التابعة للحكومة الأمريكية.  اليوم ، تتكون ADTs من جنود وطيارين من الحرس الوطني للجيش والحرس الوطني الجوي.  اليوم ، تقدم فرق المساعدة الإنمائية «منصة فعالة للحوار المعزز ، وبناء الثقة ، ومشاركة المصالح ، وزيادة التعاون بين الشعوب والقبائل المتباينة في أفغانستان.» لا تنتمي هذه الفرق إلى الجيش فحسب ، بل تعمل كثيرًا عبر الوكالات ،  على سبيل المثال مع الوكالة الأمريكية للتنمية الدولية ووزارة الخارجية.  توفر ADTs التعليم والخبرة على الأرض ، مع توفير الأمن والنظام المرتبطين تقليديًا بالجيش.  كانت هذه الفرق أساسية لجهود مكافحة التمرد في أفغانستان كأداة دبلوماسية عامة لبناء علاقات مع السكان المحليين في القبائل والمقاطعات في البلاد.
توفر ADTs تعليم للفصول الدراسية وتعليم الأفغان حول كيفية تحسين ممارساتهم الزراعية خلال أشهر النمو غير الموسمية ، مما يسمح للمزارعين باستخدام المهارات في الشتاء للتحضير للزراعة في الصيف والخريف. هذا يعزز الإنتاج الزراعي والاقتصاد الأفغاني ككل.  كما يعمل التعليم الزراعي على تحسين خطوط الاتصال وبناء الثقة بين الشعب وحكومة الولايات المتحدة .
بالإضافة إلى ذلك ، من خلال الكلام الشفهي في المقاطعات ، يتم نشر الأفكار لإبلاغ الآخرين عن تقنيات الزراعة هذه ، والتي ربما لم يكن لها تفاعل مباشر مع ADTs.  كما تقوم فرق المساعدة الأمنية التابعة للحرس الوطني بتقديم زملائهم المدنيين الأمريكيين لموظفي الجامعة الأفغانية ، مما يعزز العلاقات والثقة في جهود الولايات المتحدة في أفغانستان.
تعمل ADTs أيضًا على تعزيز الدبلوماسية العامة في أفغانستان من خلال توفير الأمن للمقاطعات المحلية التي يعملون فيها.  لقد زودت هذه الأداة الفرق بالشراكة المدنية العسكرية اللازمة لإجراء الدبلوماسية العامة وهزيمة المتمردين في أفغانستان.  قال الرئيس باراك أوباما إن الولايات المتحدة ستعزز التنمية الزراعية بدلاً من مشاريع إعادة الإعمار الكبيرة لبناء اقتصاد أفغانستان ، ليكون لها تأثير فوري على الشعب الأفغاني.  اليوم ، تشمل هذه المشاريع ". ممارسات البستنة الأساسية ، مستجمعات المياه الكبيرة ومشاريع الري. وهناك أيضًا مشاريع لتعليم تربية النحل والإنتاج الحيواني: وكلها سيكون لها تأثير إيجابي على البطالة والجوع والقدرة على الاستمرار لأجيال المستقبل.
يطلب زعماء القبائل الأفغانية المزيد من أدوات المساعدة الإضافية، مما يوضح مدى أهمية استخدام الدبلوماسية العامة في الجهود المبذولة لكسب ثقة الشعب الأفغاني. أجريت دراسة في ولاية ننكرهار في أفغانستان وأُعتبرت من أكثر الولايات استقرارًا وأمانًا في أفغانستان. على سبيل المثال ، عاد أكثر من 100،000 أفغاني إلى الإقليم ؛  كما أعلنت الأمم المتحدة أن المقاطعة خالية من الخشخاش في عام 2007. بالإضافة إلى ذلك ، فإن معظم المقاطعات داخل الولاية بها طرق معبدة  وهي أيضًا واحدة من أكثر المناطق الزراعية إنتاجا في أفغانستان.